# NSWRL 프리미어리그
NSWRL 프리미어리그(NSWRL Premier League , New South Wales Cup) (뉴 사우스 웨일즈 컵)은 1908년 창설된 오스트레일리아와 뉴질랜드의 럭비 리그이다.

## 2012년 현재 팀
| 팀                                | 첫 시즌 참가 |
| --------------------------------- | ------------ |
| 오클랜드 불칸스                   | 2007년       |
| 발메인 라이드 웨스트우드 타이거스 | 1908년       |
| 캔터버리 뱅크스타운 불독스        | 1935년       |
| 센트럴 코스트 켄투리온스          | 2010년       |
| 크로눌라 서더랜드 샤크스          | 1967년       |
| 일라와라 스틸러스                 | 1982년       |
| 맨리 워링아흐 시 이글스           | 1947년       |
| 마운티스                          | 2012년       |
| 뉴타운 제트스                     | 1908년       |
| 노스 시드니 베어스                | 1908년       |
| 웬트워스빌 메그파이스             | 2003년       |
| 웨스턴 서버브스 메그파이스        | 1908년       |
| 윈저 울브스                       | 2003년       |